# Maximiliano Castano
Maximiliano Leonel Castano (Ciudadela, 12 de diciembre de 1976) es un exfutbolista argentino. Jugaba de delantero y se retiró en el Club Social y Deportivo Liniers de la Primera C de Argentina. 
Jugó 514 partidos y convirtió 98 goles en 6 categorías de Argentina (Primera División, Segunda División, Tercera División, Cuarta División, Quinta División) Jugó 31 partidos y convirtió 13 goles en el extranjero.

## Clubes
| Club                            | País      | Año       |
| ------------------------------- | --------- | --------- |
| Huracán                         | Argentina | 1996-1997 |
| All Boys                        | Argentina | 1997-1999 |
| Quilmes                         | Argentina | 1999-2000 |
| Almirante Brown de Arrecifes    | Argentina | 2000-2001 |
| San Martín de Mendoza           | Argentina | 2001-2002 |
| Almagro                         | Argentina | 2002-2005 |
| Instituto                       | Argentina | 2005      |
| Chacarita Juniors               | Argentina | 2006      |
| Universidad Católica            | Ecuador   | 2007      |
| Ferro                           | Argentina | 2008-2010 |
| Platense                        | Argentina | 2010-2011 |
| Los Andes                       | Argentina | 2011-2012 |
| Almagro                         | Argentina | 2012-2015 |
| Club Social y Deportivo Liniers | Argentina | 2016      |